# トランスポンダ
トランスポンダ（transponder）とは、transmitter（送信機）とresponder（応答機）からの合成語 で、受信した電気信号を中継送信したり、電気信号と光信号を相互に変換したり、受信信号に何らかの応答を返す機器の総称である。
通信分野では中継器、電波応用分野では応答装置、航空交通管制分野では二次レーダーとも呼ばれる。略称トラポン。

## 無線通信・衛星通信
通信衛星、放送衛星などの人工衛星に搭載され、地上から送られた微弱な電波を受信し、地上に送り返すために電力増幅するための中継器である。使用する周波数帯域幅および、地上から衛星へ向けるアップリンクと衛星から地上へ向けるダウンリンクの組み合わせが、国際的な取り決めによって規定されている。送受の1系統で1チャンネルを構成する。通信・放送衛星ではトランスポンダを数十台搭載して、割り当てられた帯域をカバーしている。通信・放送衛星の運用事業者はトランスポンダの帯域を通信事業者や放送事業者などに販売することで事業を行う。
lyngsat.com等衛星関連サイトは tp 20 などと表示する。（tp20 = トランスポンダ番号20番）
日本のBSデジタル放送規格のようにスロットと呼ばれる単位に細分化される場合もある。トランスポンダ1本当たりの容量は48スロットである。
技術的には、アップリンク周波数の受信機能、周波数変換機能、ダウンリンク周波数の送信機能、受信デマルチプレクサ、送信マルチプレクサからなり、各種制御機能、機器の監視機能を持つ。送信機用電力増幅器は、静止衛星用の大電力のものはほとんどが進行波管 (TWT) を用い、中小電力のものは半導体素子を用いる固体電力増幅器 (SSPA, Solid State Power Amplifier) を用いるものもある。
主にマイクロ波帯の電波が用いられ、通信衛星はCバンド (4/6GHz)、Kuバンド (12/14 GHz)、Kaバンド (20/30 GHz) が、軍用衛星通信はXバンドも、通信衛星を用いた衛星放送も含む放送衛星はKuバンドが、それぞれ用いられる。通常は同じバンド電波の組み合せでアップリンクとダウンリンクを構成するが、異なるバンドで構成するトランスポンダをクロスストラップ・トラポンと呼ぶ。

## 有線通信
光通信においては、光ファイバーと電気回路との双方向変換を行う機能部のことをトランスポンダと呼ぶ。

## ATCトランスポンダ（民間航空用）

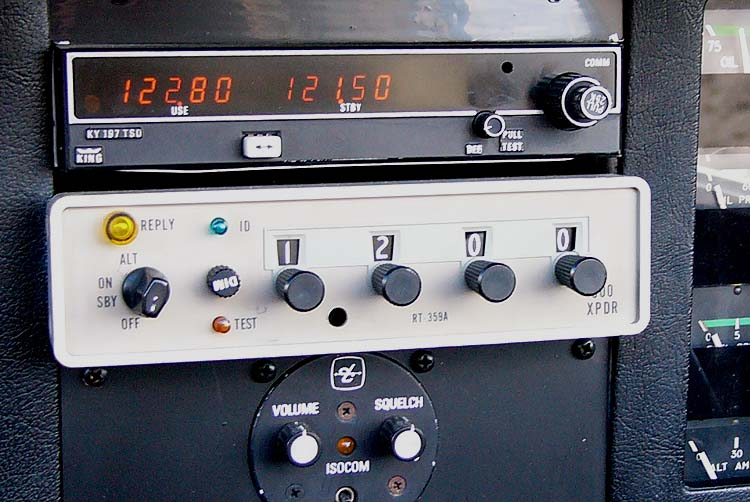
中央にあるダイヤルの4つ並んだ白色パネルの機器がトランスポンダ。VFR飛行時の1200表示。上部にあるデジタル表示付きの機器はVHF無線機。下部にあるのはヘッドセット差し込み口

レーダーに連動して、0から7までの4桁の数字で航空機の位置を特定し、航空交通管制が使用するアビオニクスである。第二次世界大戦にアメリカ軍が開発した敵味方識別装置 (IFF) Mark Xの選択的識別機能 (Selective Identification Feature, SIF) のモード3を民間航空が使用するもので、機体の運用中は本システムを常時機能させる。モード1、モード2は軍用で、秘密保護のために機密とされている。
空港監視レーダー（ASR）や航空路監視レーダー（ARSR）で使用されている一次レーダーでは、レーダースコープ上に機影が現われて航空機の位置は確認できるが、レーダースコープ上に複数の機影が現われると管制官はどれが管制の対象機であるかを識別するため、対象機に対して無線で旋回飛行を指示して、その指示に従って動いた機影を見つけて識別していた。しかし、空の交通量が多くなるとそれが困難になるため、アメリカ軍が開発したIFFを利用して航空機の識別を容易にする方法がICAOで採択され、1957年にインタロゲータ（質問機）と呼ばれる地上機が電波で質問パルスを発射して、航空機に搭載された応答機が質問パルスを受信して、
それに自動的に対応してあらかじめセットされている応答符号を応答パルスとして電波で発射する、二次監視レーダ (SSR)と呼ぶ標準方式が定まった。
航空交通管制 (ATC) は、二次監視レーダ (SSR) システムを使用して飛行中の航空機を識別している。このために航空機側に搭載する応答装置（応答機）をATCトランスポンダ（ATC Transponder、ATC XPDR、航空交通管制用自動応答装置) という。航空法第六十条、航空法施行規則第一四六条第二項により、全国の主要な空港の周辺で飛行場管制を行う航空交通管制圏や航空路を管制する航空交通管制区を飛行する場合はVHF無線機とATCトランスポンダの搭載が義務づけられている。

### スコーク

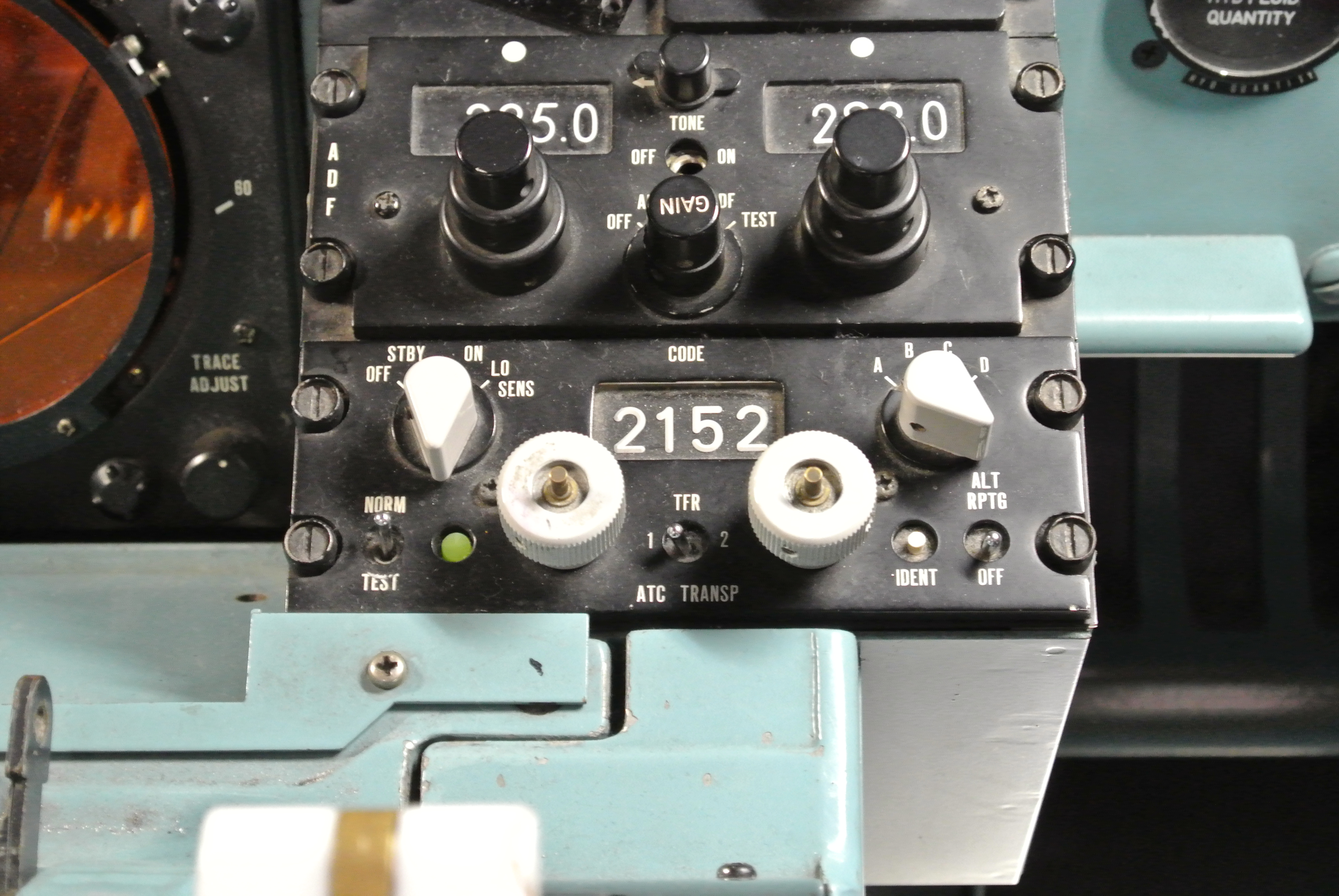
DC-9に装備されたトランスポンダ。コード2152を選択している。上部は自動方向探知機（ADF）。

航空機識別のためにトランスポンダに設定する数値を、ATCコードあるいはスコーク（Squawk、原義は「鳥がギャーギャーと鳴く（声）」）という。12ビットを8進法4桁で表現し、0000 - 7777の4096通りが設定できる。通常は航空管制官が指定して操縦者が装置へ入力する。特別な状況下のコードもあり、いくつかを例示する。
1200
有視界飛行方式 (VFR) により高度10,000 フィート (ft) 未満 を飛行するとき
1400
VFRにより高度10,000 ft以上を飛行するとき
2000
コードの指示を受けていない航空機が、計器飛行方式 (IFR) でレーダー管制空域外からレーダー管制空域へ入る場合、二次レーダーへ返信に用いる。
3333
整備用
4444
整備用
5555
整備用
7500
ハイジャック
7600
通信機故障（NORDO = NO RADIOとも呼ばれる）
7700
（ハイジャック以外の全ての）緊急事態
7777
（欧米）軍用機用コード。スクランブル発進した戦闘機が使用する。

### モード
ATCトランスポンダが扱う信号は、A、C、S、他に3種の軍用のモードがある。通常トランスポンダはモードA + Cで作動させる。
モード3/A
スクォークを示す情報を返信する。
モード3/C
飛行高度を示す情報を返信する。高度はQNEで100 ft単位。地上局でQNHに変換されて海抜0メートルからの高度となる。
- Air Data Computer (ADC) を使っている機体：高度情報はADCからATCトランスポンダへ送られる
- 旧式な高度計しか備えていない機体：高度情報は、通常のアナログ式高度計の後部に高度を符号化する装置の付いたエンコーディングアルティメータと呼ばれる高度計からATCトランスポンダへ送られる。エンコーディングアルティメータは、指針の表示高度を光学的にディジタル信号に変換してATCトランスポンダへ送る。

モードS
従来の二次監視レーダ (SSR) は航空路および空港に設置され、航空交通管制業務の安全性と効率性に寄与してきたが、今後の航空交通量の増大に伴いレーダターゲットの欠落等が発生することが危惧されたため、監視能力の拡大と通信の自動化を図ったものであり、個別識別レーダー・ビーコン装置と呼ばれている。旧来のATCトランスポンダ方式と互換性があり、ICAOの国際標準方式の新しいシステムである。
この方式は、モードSトランスポンダ応答機を装備している航空機に個別アドレスが与えられており、地上側のモードSトランスポンダ質問機が設置してある管制圏または管制区にいる飛行中の航空機に対して、モードSトランスポンダを装備している航空機を捕捉するために全機呼び質問を行い、全ての飛行中のモードSトランスポンダ応答機を装備している航空機の個別アドレス符号と高度情報が送られる、これにより地上側で航空機の位置・高度と個別アドレスが分かり、個別アドレス情報はコンピューターにファイルされる。その後、地上側のモードSトランスポンダ質問機に近い航空機から順番に、コンピューターにファイルされた個別アドレス情報を使用して個別の航空機に対して個別呼び質問を行い、個別呼びに応答した航空機の位置と高度を確認できる。また、一度個別呼びに応答したモードSトランスポンダ応答機は全機呼び質問には再度の応答をしないように応答停止がされるが、モードSトランスポンダ質問機が4回捜索する16秒間に自機に対して質問がされていない場合には、応答停止が解除され、すべての質問に対して応答するようになっている。これにより、目的とする航空機のみに個別アドレスを指定して質問ができるため、交通量の多い空域でも目標機を見つけやすいだけでなく、管制側と航空機間とでメッセージやデータ情報交換ができ、音声の通信量が少なくてすむなどの特徴がある。
今後の航空交通量の増大に対応するため、従来のSSRが持っている欠点を克服した新型SSRであるSSRモードSを航空路および主要空港に順次導入することになった。SSRモードSレーダは、航空機の位置情報を正確に監視することが可能であることに加え、信頼性の高いデータ通信機能を有しているため、航空機に搭載された空中衝突防止装置 (TCAS) が回避指示（RA）を出した場合は、その情報をデータ通信で管制側に送り、管制卓レーダー画面上にその航空機のRA情報を表示して航空管制官に知らせる。2003年（平成15年）11月20日から、山田航空路監視レーダで日本における最初のSSRモードSを運用開始し、更に、いわき洋上航空路監視レーダ、三国山航空路監視レーダをSSRモードS化する。
交通量の多い主要空港では、モードSアドレスによって地上の航空機を識別する広域マルチラテレーションが導入されており、地上走行の監視・管制に利用されている。このため、マルチラテレーションシステムが導入されている空港では、地上移動時にもモードS装備機のトランスポンダ作動を義務付けている。

### 作動
地上のSSRから1,030メガヘルツ(MHz) （＝1.03GHz）帯の電波で送られた質問用信号を機上のATCトランスポンダが受信すると、1,090 MHz（＝1.09GHz）帯の応答信号を十数個のパルスで返信する。この信号と一次レーダー映像を組み合わせることにより、管制官はレーダースクリーン上の輝点がどの航空機を表すか、その航空機が高度何ftを飛行しているか、の情報を得る。機上設備では離陸前までスタンバイ (standby, SBY) モードに設定し離陸開始直前に高度情報無しの「ON」または高度情報有りの「ALT」モードに設定することが義務付けられている。二次監視レーダから質問波を受けてリプライの応答波を発信すると黄色のランプが点滅する。航空無線では「ピー、パー、ポー、プー」という音で復調されるのが聞こえる。
他に特定の航空機を識別する機能として、管制官の要請に応じてアイデントボタンを押下すると20秒間だけ応答パルスにIDパルスが追加され、地上のレーダースコープ上は当該機の輝度を上げて表示する。小型機はスイッチ右脇の黒色のボタンを押すことによりアイデント情報が送信される。

### その他
航空機衝突防止装置 (ACAS:Airborne Collision Avoidance System) にはモードSが利用されている。映画『コン・エアー』では、トランスポンダーを別の航空機に取り付けて進路を偽装する。

## 船舶
同様な応答装置は船舶に装備される通信衛星を介した国際船舶自動識別装置（Universal Automatic Identification System）や非常用位置指示無線標識装置（Emergency Position Indicate Radio Beacon, E-PIRB）、捜索用レーダーに反応する捜索救助用レーダートランスポンダ (Search and rescue transponder, SART) などのシステムでも用いられる。
電気信号だけでなく、音響信号に対して応答するソーナー・トランスポンダーも捜索救助などのために用いられる。

## 鉄道
鉄道では、車両床下の「車上子」と線路内の「地上子」との間で相互通信を行うシステムをトランスポンダと称する。片方向のみの通信を行うシステムの発展形。通信にはマイクロ波などが使用される。地上子に中継器が付帯することも多く、トランスポンダそのものを「中継器」と呼ぶことはない。
自動列車停止装置（ATS）や自動列車制御装置（ATC）の一部、自動列車運転装置（ATO）及び定位置停止装置（TASC）のほか、列車情報装置など、様々な信号保安装置の送受信部（車両-地上間のインターフェース）に用いられる。
トランスポンダを用いて伝送される情報には主に以下のようなものがある。社局や装置の種類により、同じ種類の情報が全く別の装置で処理されることも多く、一概に「この情報はこの装置」といえるものはほぼない。
車上→地上
- 減速度情報（ATS-Pにおける信号現示アップ）
- 列車情報[注 6]（運行管理、駅での案内表示・放送、踏切制御[注 7]等）
- ホームドアの開閉指令（車両ドアとの連動）

地上→車上
- 地点（停止位置・信号機までの距離）情報、信号現示情報（ブレーキパターンの演算）
- 臨速（臨時速度制限）情報
- 所定位置に停止できたか（開扉の可否）
- ホームの方向（誤開扉防止）

具体例
東急東横線の情報伝送装置では、トランスポンダにて車上から地上へ列車情報と運転情報（当駅に停車する(した)か否かの情報）を伝送、地上から車上へは次駅の停車種別情報と停車位置情報、臨速情報を伝送し、駅停車制御（誤通過防止及び過走による後退時の安全性確保）や踏切制御、列車情報の監視及び運行管理装置への自動植え付けに使用される。ATO/TASCのインターフェースにも本装置を改修の上で使用しており、ホームドアの連動にも用いられる。
新幹線では列車番号送受信装置と呼ばれており、運転台の列車設定器で列車番号（列番とも言う）を設定し、その情報が車上側の車上子と地上側の地上子の間でインタフェースを行なった後、地上装置に送られ、その後にCTC・輸送管理システム・信号取扱所列番表示器・ホーム列番表示器・旅客案内情報システム（PIC）にその列車番号が送られ、列車の位置を把握すると共に、その情報と輸送管理システムの進路制御用データを元に、地上側で列車の進路の自動制御を行い、駅では総合指令所から送られたダイヤ情報と共に旅客案内装置を制御するもので、初期のものはセラミック共振式が使用されていたが、後にトランスポンダ式に更新されている。山陽新幹線では300km/hでの高速列車が設定されたことにより伴う設備更新に併せて、列車情報処理装置（TIPB）を導入している。これは、ATC装置から軌道回路情報を受信して列車の追跡を行うと共に、トランスポンダ地上子で列車の列車番号を受信して、その列車が高速列車または低速列車かを種別判断して、それに応じた列車の速度制御をATCで行う機能を持つ装置であり、その後、北陸・東北新幹線と九州新幹線にも導入されたが、九州新幹線では高速列車の設定が無いため、高速列車の速度制御機能の必要がなく使用されていない。列車番号を受信する地上子は、本線上での駅出発方向（列車の進行方向）の分岐器付近に設置して走行中に列車番号を受信する地上子（ループコイル形の地上子）と駅の列車停車位置に設置して停止中に列車番号を受信する地上子（ループコイル形の地上子）の2種類があり、受信後に中継器を介して受信処理部または列番処理部に送られて解読された後、各機器室の各装置に送られるようになっている。

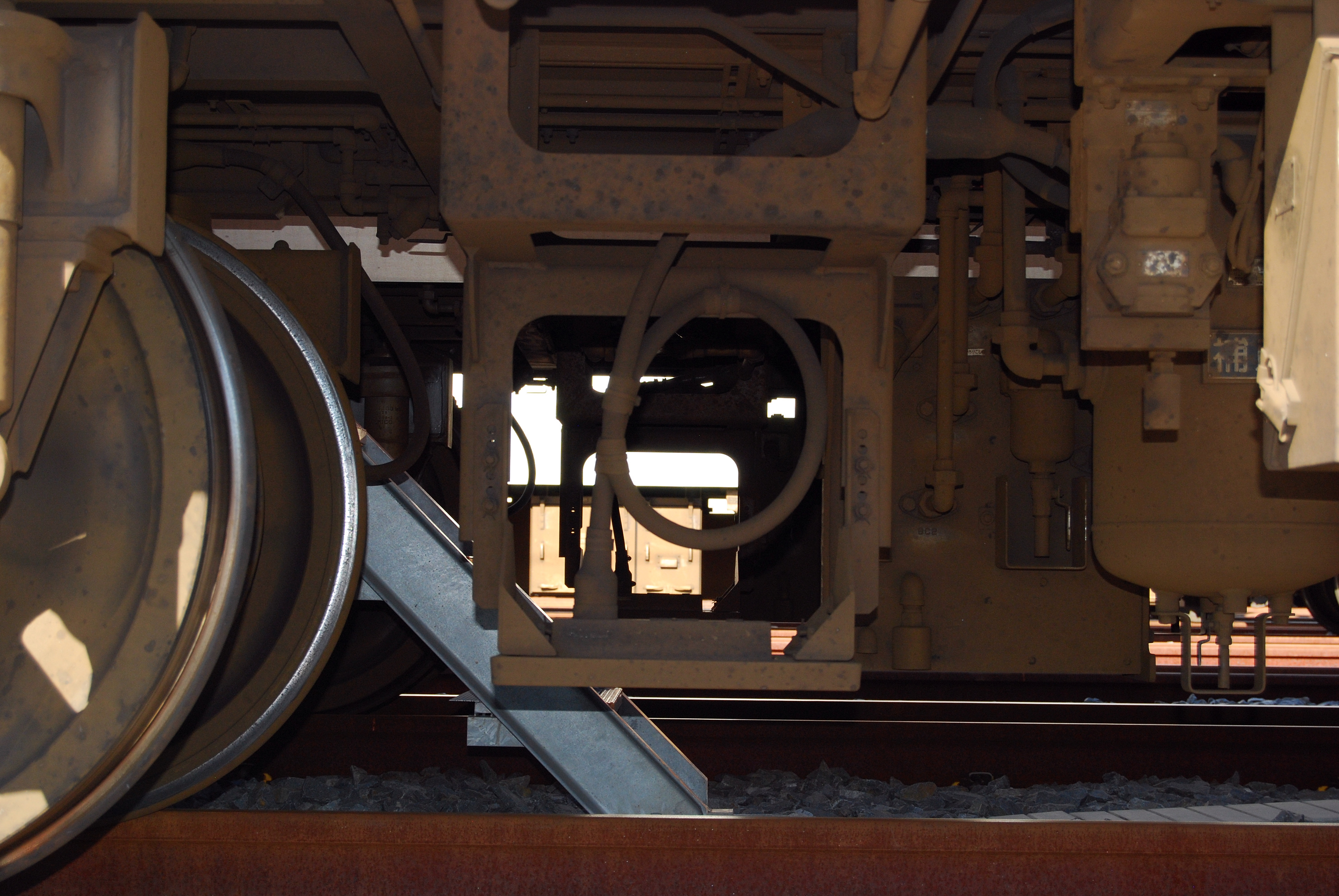
ATO車上子 （首都圏新都市鉄道TX-1000系）
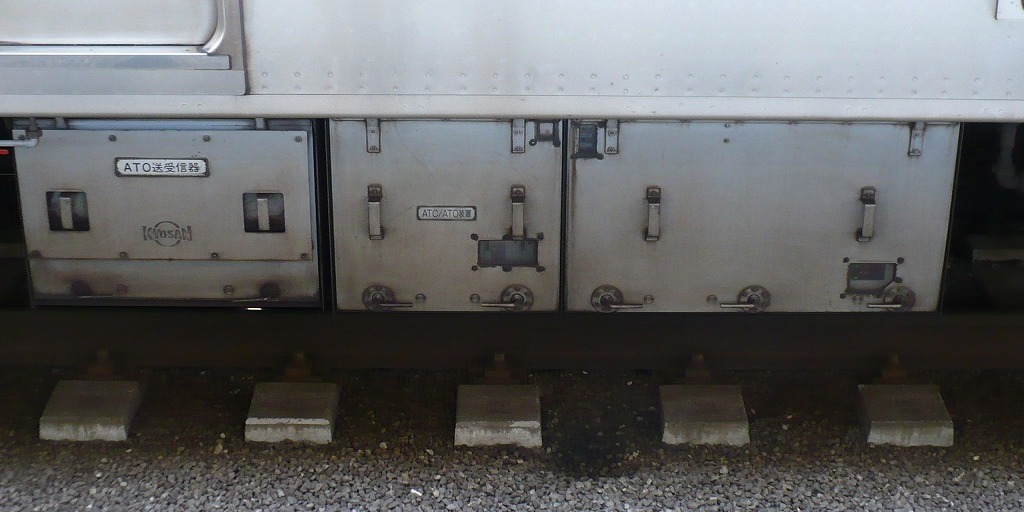
ATO送受信器（左側） （東京都交通局6300形電車）
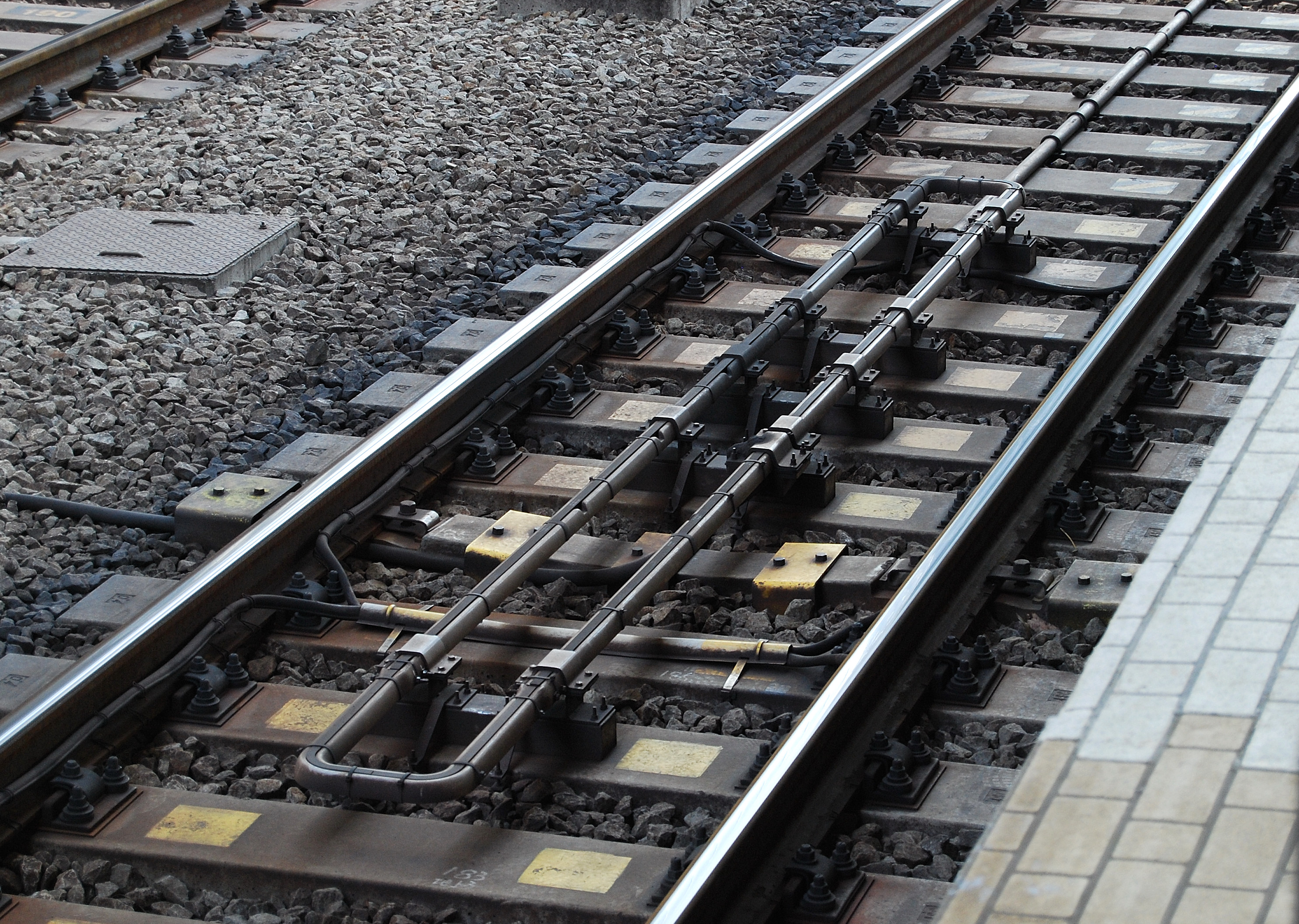
列車停止位置に設置されている、列車番号送受信装置（トランスポンダ式）のループコイル形の地上子。
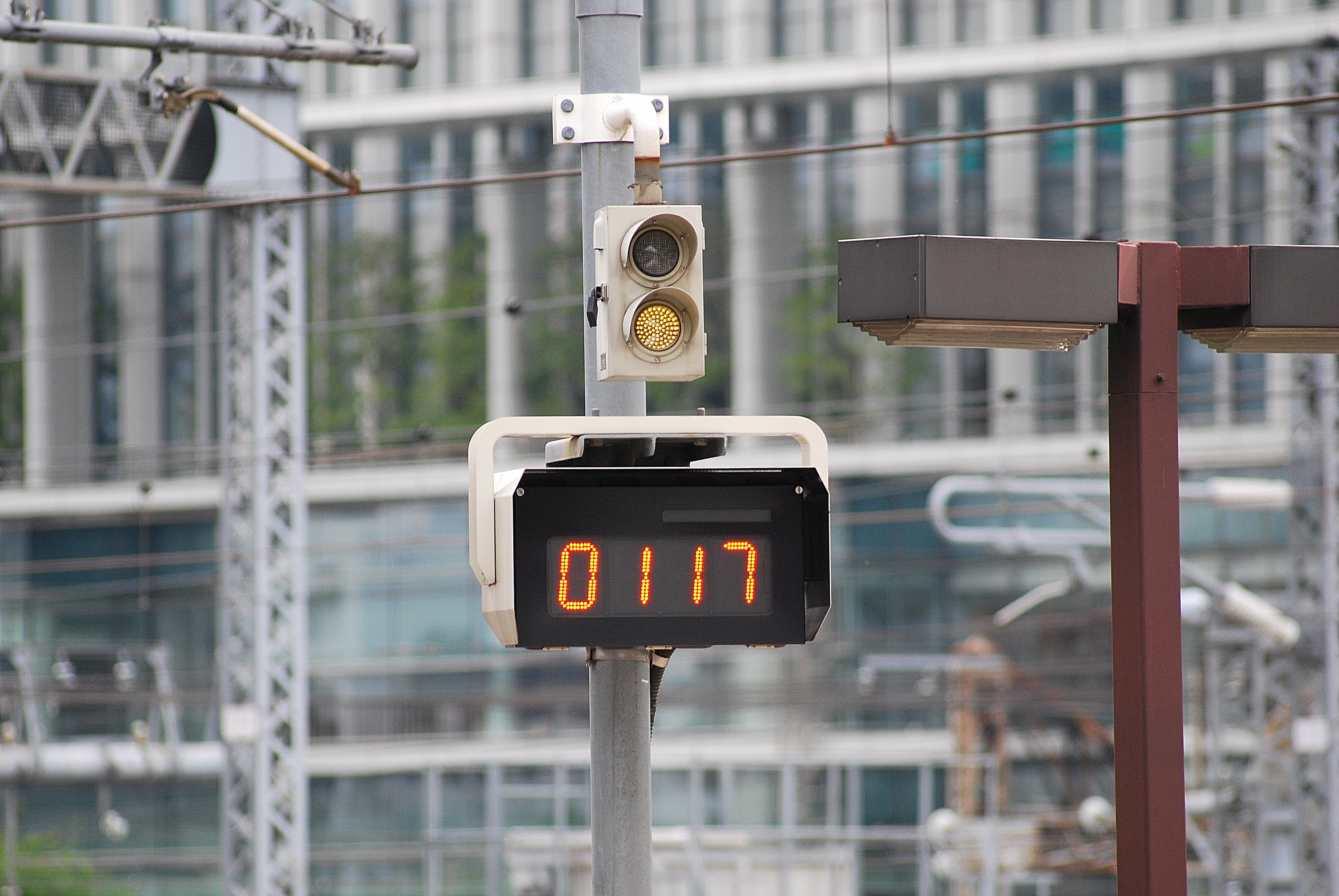
ホーム先端に設置されている、ホーム列番表示器。

## RFID
RFID（ICタグ）システムにおいて、RFIDを内蔵したICカードなどのタグもトランスポンダと称する。